# カルパティア山脈地域のスロバキア側の木造教会群
カルパティア山脈地域のスロバキア側の木造教会群（カルパティアさんみゃくちいきのスロバキアがわのもくぞうきょうかいぐん）は、16世紀から18世紀にかけて建造された9つのキリスト教建造物群を対象とするスロバキアの世界遺産である。
スロバキアの8箇所に点在する木造教会と、そのうち1箇所に残る鐘楼の9件が登録されており、ヘルヴァルトウ（Hervartov）、トゥヴルドシーン （Tvrdošín）の2箇所がローマ・カトリック、フロンセク（Hronsek）、 レシュティニ（Leštiny）、ケジュマロク（Kežmarok）の3箇所がプロテスタント（フロンセクは鐘楼も登録対象）、ボドルジャル（Bodružal）、ルスカー・ビストラー（Ruská Bystrá）、ラドミローヴァー（Ladomirová）の3箇所が東方教会に属している。

## 登録対象

### ローマ・カトリック
ヘルヴァルトウのアッシジの聖フランチェスコ教会（Hervartov, Saint Francis Church）
ヘルヴァルトウ村の中心部に残るアッシジの聖フランチェスコ教会は、背が高いが幅は狭いという木造教会としては珍しい構造をそなえたゴシック様式の教会である。ヘルヴァルトウはバルデヨフから南西約9km に位置するポーランド国境にも近い村落で、その存在は14世紀には記録されているが、教会の正確な建造年は特定されていない。ただし、ゴシック様式の祭壇などから 15世紀の後半と推測されている。
床は石造で、木造が多いのに比べて異例である。1665年に描かれた稀少な壁画の中では、エデンの園におけるアダムとイヴや聖ゲオルギオスのドラゴン退治、最後の晩餐などが描かれている。聖母マリア、聖カタリナ、聖バルバラなどが描かれた主祭壇は1460年から1480年の間に作られたもので、20世紀後半に修復されたものである。
世界遺産の登録地域は0.0802haで、教会そのものと敷地（Churchyard）が対象となっている。緩衝地域は周辺の区画の5.3587 haである。
トゥヴルドシーンの諸聖人教会（Tvrdosin, All Saints Church）
トゥヴルドシーンの諸聖霊教会は15世紀後半に建設されたもので、17世紀の一時期、プロテスタントの教会堂になった際、ルネサンス様式に改修された。バロック様式の主祭壇に描かれた諸聖人は17世紀末まで遡る。聖ペトロや洗礼者ヨハネが描かれた本来のゴシック様式の祭壇のうち現存している分は、第一次世界大戦後にブダペストの博物館に移管された。17世紀に遡る星空を描いた天井画や宗教的な工芸品も優れたものである。
世界遺産登録地域は 0.75 ha で、教会そのものと敷地が対象となっている。緩衝地域は周辺の区画の1.7091haである。なお、他の7棟の世界遺産登録物件が各会派の所有物なのに対し、この教会だけは1993年以降、市有財産となっている。

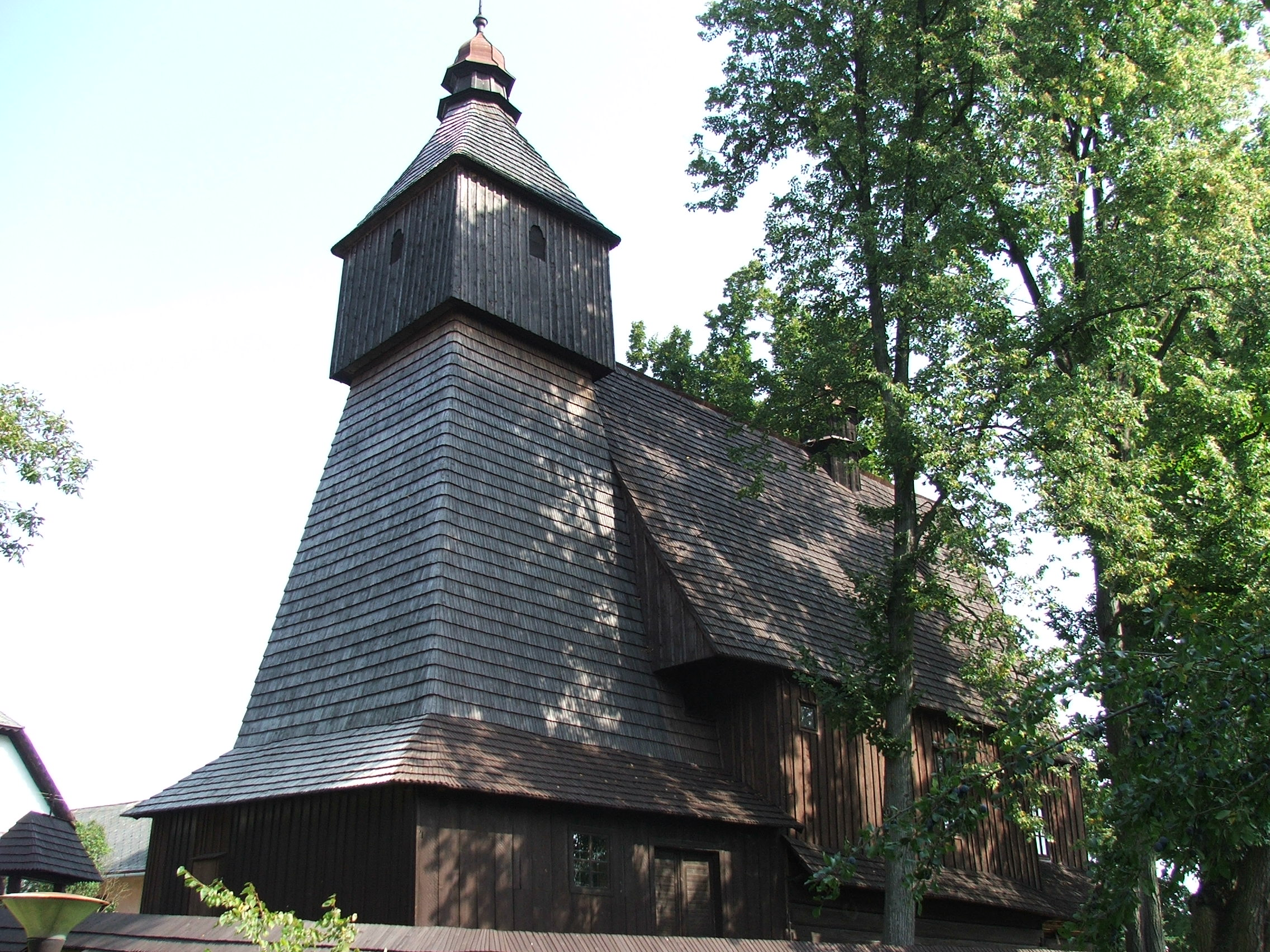
ヘルヴァルトウのアッシジの聖フランチェスコ教会
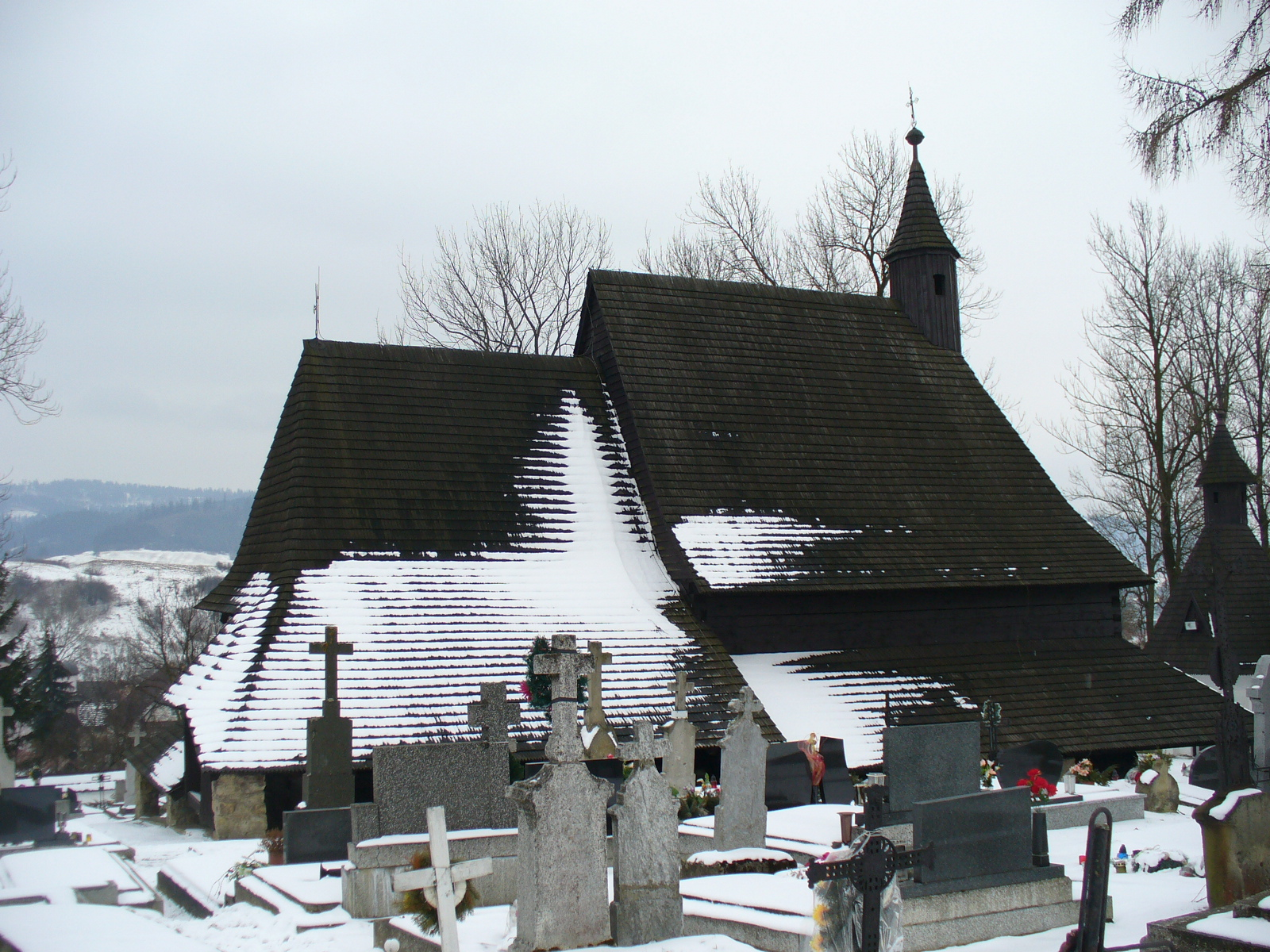
トゥヴルドシーンの諸聖人教会

### プロテスタント

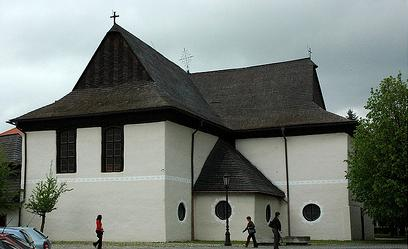
ケジュマロクの木造教会
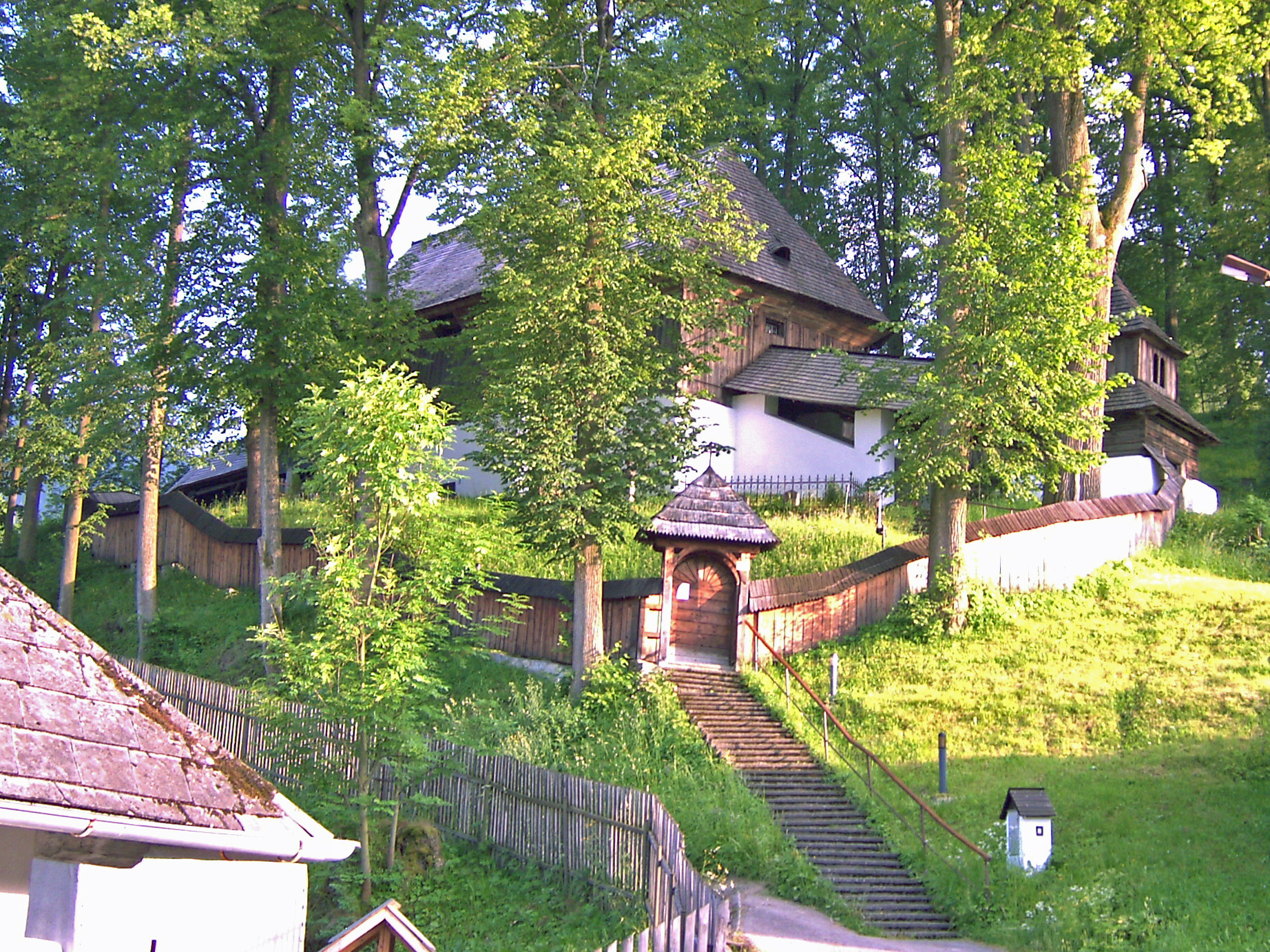
レシュティニの木造教会
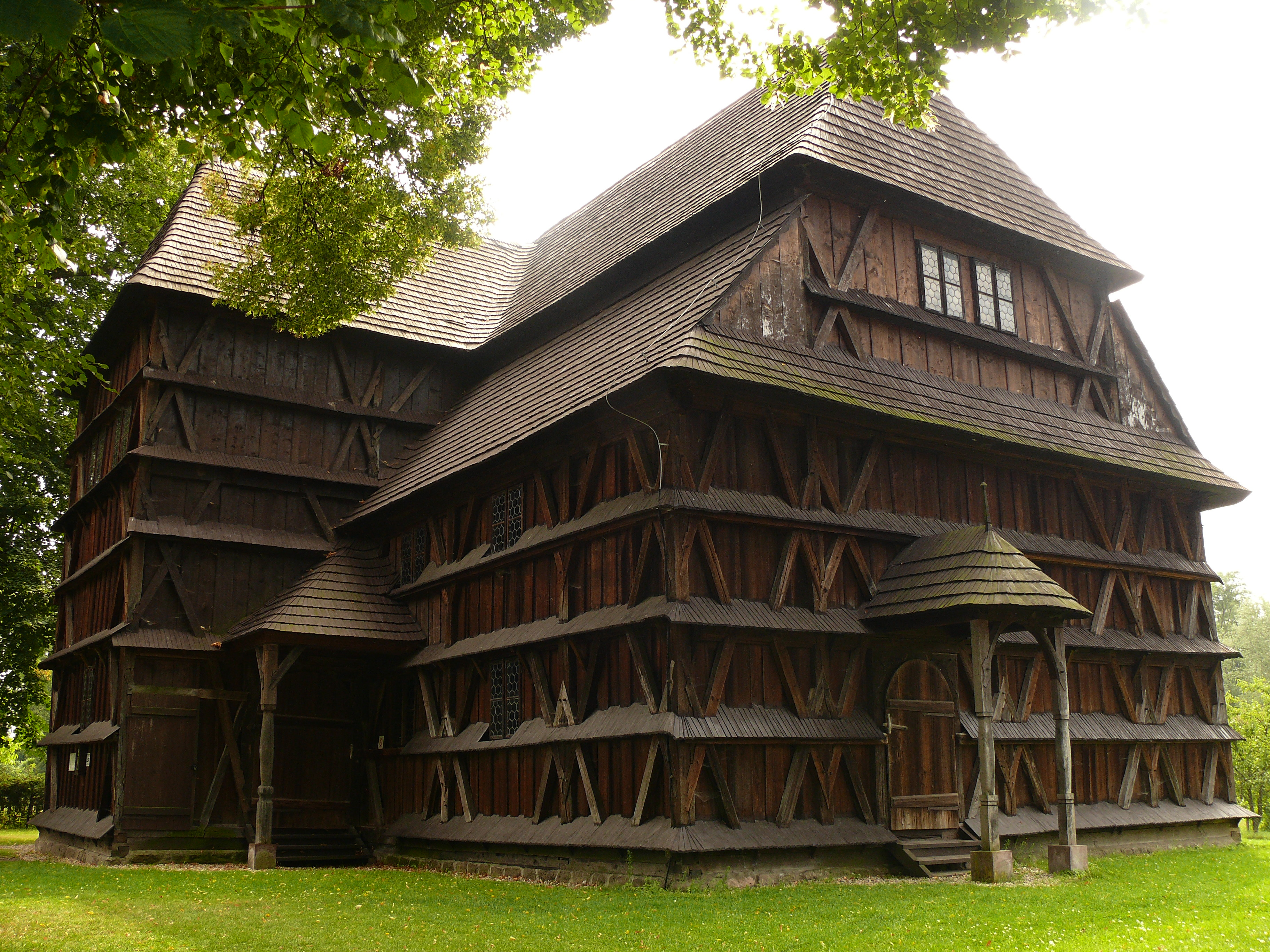
フロンセクの木造教会

ショプロン会議（the Congress of Sopron, 1681年）の議決に盛り込まれた厳しい制約が、プロテスタントたちの独特な外観を持つ木組みの教会堂、いわゆるArticular churchを生み出した。その制約とは1年以内に建造すること、釘も含めて一切の金属を使用してはならないこと、塔を備えさせてはならないことなどである。
登録されている教会堂はいずれもルター派に属している。
ケジュマロクの教会（Kezmarok, the Articled Church）
現存するケジュマロクの教会は、1717年に再建されたもので、ショプロン会議の制約によって旧市街の外に建てられている。
非常に魅力的な内装、傑出した壁画や木彫りを備えており、スロバキアに残る5棟のプロテスタント木造教会の中で最も美しいとされている。教会の建設費用を工面するために、スウェーデンやデンマークなど、ヨーロッパ各地で募金活動が行われた。教会の設計者はポプラド出身の Juraj Müttermann である。幅 30.31m、奥行き 34.68m、高さ 20.60m のこの建物は1500人以上を収容できる聖歌隊席を備えており、この点でも傑出したものである。祭壇の上の天井画は青い天使、12人の使徒、4人の福音書記者、聖三位一体などが描かれており、1717年に描き始められ、完成までに数十年を要した。祭壇とキリストの磔刑像を手がけたのはケジュマロク出身の Ján Lerch で、1718年から1727年の間に作製された。傑出した作品ということで言えば、木製のパイプオルガンもそうである。それは1717年から1720年の間に Vavrinec Čajkovský によって作られたもので、1729年にスピシュスカー・ノヴァー・ヴェス（Spišská Nová Ves）出身の Martin Korabinský によって拡張された。1990年代には全般的な修復が行われ、今も使われている。
世界遺産登録地域は教会とその敷地の0.5267 haで、緩衝地域は町の歴史地区まで含む74.1719haである。
レシュティニの教会（Lestiny, the Articled Church）
Orava地方のレシュティニ（Leštiny）の木造教会は、Jób Zmeškalの指揮のもと、1689年に完成した。当初の建築物には塔などが備わっていないもので、1770年代にほぼ百周年になることを記念して増築された。18世紀以来の主祭壇は、スロバキアの著名な詩人Pavol Országh Hviezdoslavが洗礼を受けた場所でもある。
内装は17世紀から18世紀にさかのぼるもので、17世紀末の身廊の壁画は花模様で美しく飾られている。
世界遺産登録地域は教会とその敷地の0.3152 haで、緩衝地域は周辺区画の1.7757 haである。
フロンセクの教会（Hronsek, the Articled Church）
フロンセクはスロバキア中部の小村で、バンスカー・ビストリツァとズヴォレンの中間に位置している。その教会は1725年10月23日に着工され、翌年の秋に完成したあと、隣接する鐘楼も同じように建設された。
教会の高さは8 m で、長さ23 m と 18 mとが交差する十字架型をしている。そこにはスカンジナビア半島の建築物に見られるモチーフが多く見られるが、それはノルウェーないしスウェーデンの職人たちも建築に加わったからと推測されている。聖歌隊席の椅子の並びも独特なもので、5つの扉から1100人の参列者を収容できるようになっている。祭壇にはSamuel Kialovičが作成した1771年以来の机が6つ残る。
世界遺産登録地域は教会そのものの0.1883 haと鐘楼の0.0114 haで、緩衝地域は二つの登録地域を隔てている街路などを含む1.8224 haである。
- ケジュマロクの木造教会
- レシュティニの木造教会
- フロンセクの木造教会

### 東方教会
登録されている3件の聖堂は、現在いずれも東方典礼カトリック教会（Greek Catholic Church）に属している。
ボドルジャルの聖ニコラオス教会（Bodruzal, St. Nicholas Church）
ボドルジャル（Bodružal）にある聖ニコラオス教会は1658年に建造された聖堂で、スロバキアに残る東方教会の聖堂としては最も古い部類に入り、なおかつ保存状態も良好である。
地元の様式が融合したバロック様式の建造物で、東西の軸に沿って3つの正方形状の相互に連結した部分で構成されており、玉葱型ドームや鉄の十字架を戴いた3つの塔を備えている。周囲には19世紀以降に作られた共同墓地や鐘楼がある。
18世紀にさかのぼるものも含まれている壁画群は、同じ時期の他のイコン群とともに今なお保存されている。身廊の北側の壁画には最後の審判やキリストの磔刑が描かれている。
祭壇は1990年代に改修され、それに続いて建物全体も2004年に修復された。1968年から1990年代半ばまでは、この聖堂は東方典礼カトリック教会と東方正教会双方の礼拝に使われていたが、現在は東方典礼カトリック教会のみに使われている。
世界遺産登録地域は教会とその敷地の0.3513 haで、緩衝地域は周辺区画の2.2720haである。
大天使聖ミカエル教会（Ladomirova, St. Michael Archangel Church）
ラドミローヴァー（Ladomirová）の大天使聖ミカエル教会は1742年に一切釘を使わずに建てられた東方正教会の聖堂である。
その設計は、東西の軸に存在する3つの区画がそれぞれ塔を備えていることや、周辺の墓地や鐘楼も含めて、基本的にはボドルジャルの聖ニコラオス教会と同じものである。ICOMOSは、スロバキアに残る木造教会の中でも特に代表的なものと評価している。
世界遺産登録地域は教会とその敷地の0.0628haで、緩衝地域は周辺区画の1.5873haである。
ルスカー・ビストラーの聖ニコラオス教会（Ruska Bystra, St. Nicholas Church）
ルスカー・ビストラー（Ruská Bystrá）の聖ニコラオス教会は1720年頃から1730年頃に建てられたもので、農家の伝統的家屋に似た幾何学的な屋根と、2つの塔を備えている。宗教的な工芸品で飾られた内装も18世紀に遡るものである。
世界遺産登録地域は教会とその敷地の0.2785 haで、緩衝地域は周辺区画の1.7170 haである。

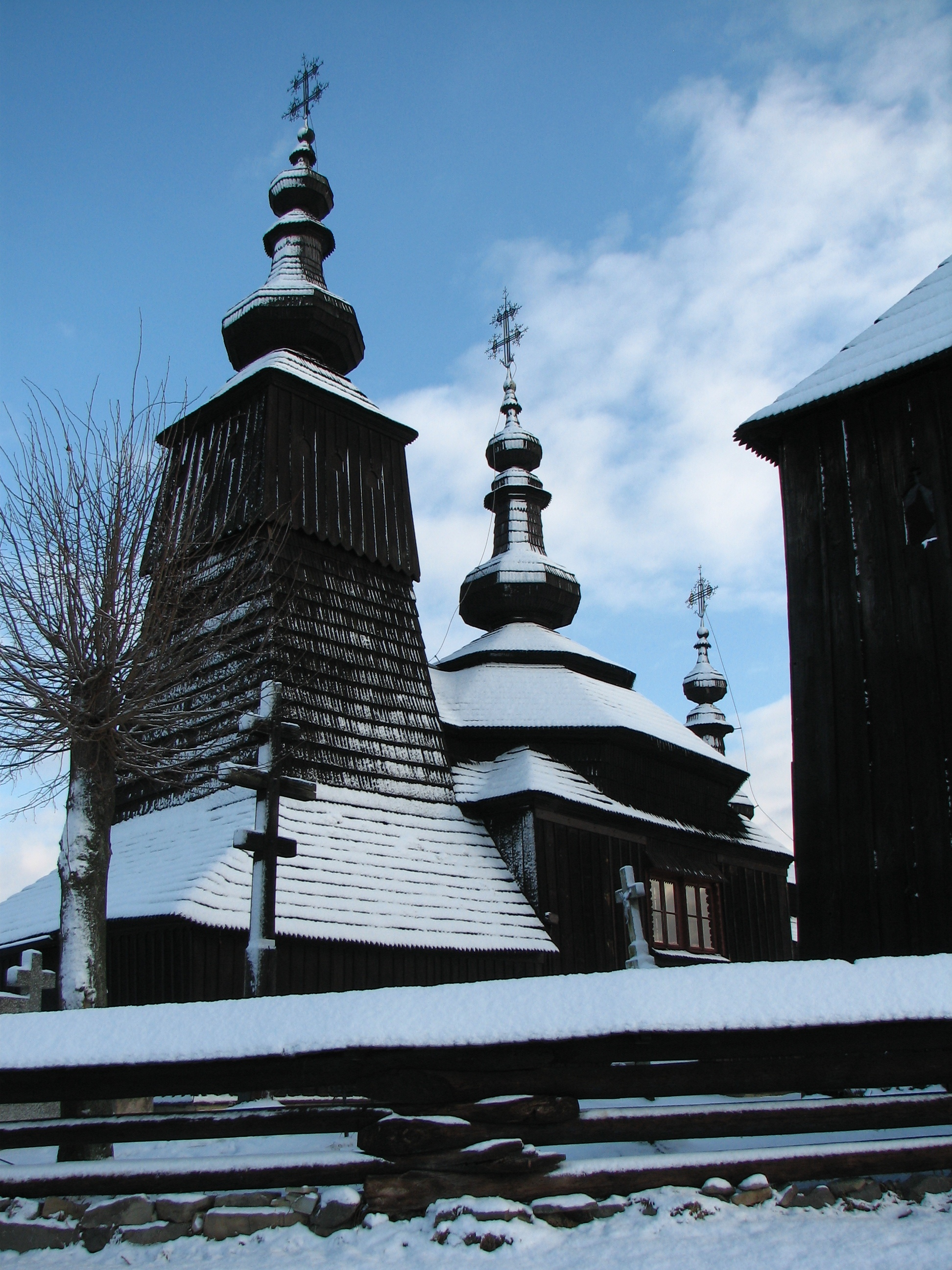
ラドミローヴァーの大天使ミカエル教会
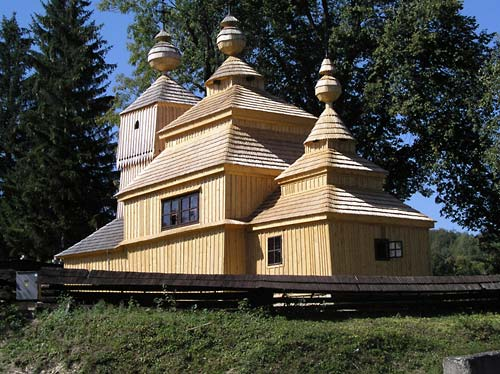
ボドルジャルの聖ニコラオス教会
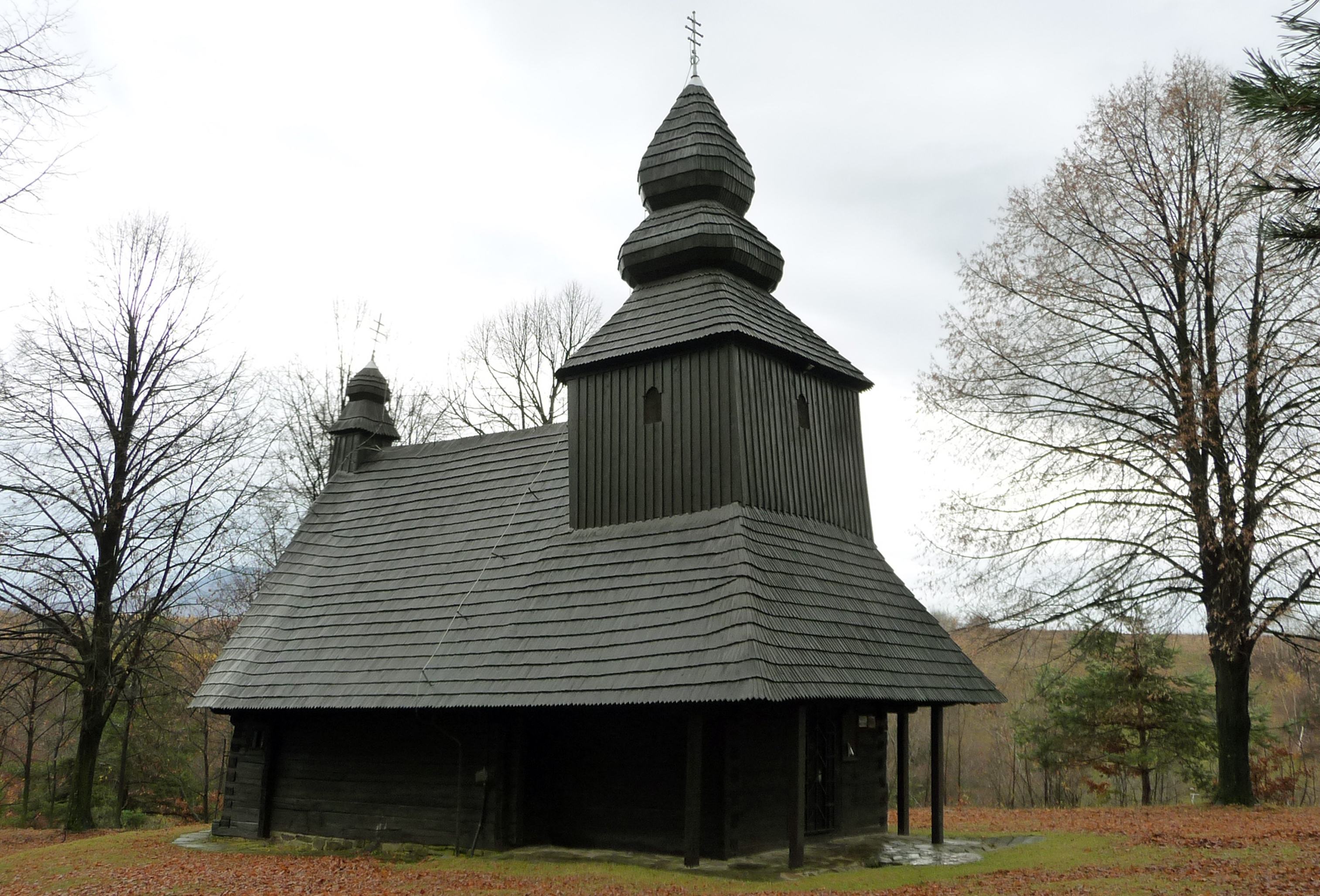
ルスカー・ビストラーの聖ニコラオス教会

## 所在地
世界遺産に登録されている8箇所以外にも、スロバキアには50棟以上の木造教会が現存している。それらは主にプレショフ地方の北東部に見られる

## 登録経緯
2002年6月12日にスロバキアの世界遺産暫定リストに登載され、2008年の第32回世界遺産委員会で世界遺産リストに正式登録された。文化遺産としてのカテゴリーは「記念建造物（群）」である。スロバキアの世界遺産としては7件目、そのうち文化遺産としては「バルデヨフ市街保護区」（2000年）以来8年ぶり5件目の登録となった。

## 登録基準
スロバキア政府は登録基準（3）、（4）に基づいて推薦を行い、ICOMOSもそれを支持した。その結果、世界遺産委員会でもその2つの基準の適用が認められた。
- (3) 現存するまたは消滅した文化的伝統または文明の、唯一のまたは少なくとも稀な証拠。
この基準は、中央ヨーロッパの比較的限られた範囲の中に、ローマ・カトリック、プロテスタント、東方正教会、東方典礼カトリック教会などの異なる信仰が平和的に共存してきた文化的伝統などが評価されたものである[14]。

- (4) 人類の歴史上重要な時代を例証する建築様式、建築物群、技術の集積または景観の優れた例。
この基準は、地元の伝統的建築様式がゴシック様式、ルネサンス様式、バロック様式などの異なる時代の主要な様式から、どのような影響を受けて発展したかをよく保存しているとともに、西方教会と東方教会双方の建築上の特色が共存している地域であることなどが評価されたものである[14]。

## 日本語訳
この物件の登録名の日本語訳は、文献によって若干の揺れがある。
- カルパチア山地のスロバキア地域の木造教会群（日本ユネスコ協会連盟）[15]
- カルパティア山脈のスロバキア側の木造教会群（世界遺産アカデミー）[16]
- カルパチア山脈スロバキア側の木造教会群（『今がわかる時代がわかる世界地図2009年版』）[17]
- カルパティア山脈スロバキア地区の木造教会群（『なるほど知図帳 世界2010』）[18]
- カルパチア山脈地域のスロヴァキア側の木造教会群（古田陽久）[19]